# Ruwiki
Ruwiki (in russo Рувики?, Ruviki) è un'enciclopedia online russa fondata nel luglio 2023 come fork della Wikipedia in russo.
È stata descritta come "filorussa", "Putin-friendly" e "Kremlin-compliant".
Il progetto è guidato da Vladimir Medejko, già utente della Wikipedia in russo e presidente di Wikimedia Russia. Secondo quanto dichiarato pubblicamente, Medejko ha voluto creare un'alternativa alla Wikipedia in russo, ma più conciliante con la politica del Cremlino.

## Storia
Il 24 maggio 2023 il presidente di Wikimedia Russia Vladimir Medejko ha presentato Ruwiki come fork russo di Wikipedia sul sito di tecnologia Chabr. Il politico Anton Gorelkin ha dichiarato che il sito web "ruwiki" è ospitato su server russi e gestito da un'organizzazione russa. Medejko ha dichiarato che Ruwiki avrebbe rispettato le leggi nazionali, ma che sarebbe rimasta indipendente dal governo.

## Contenuti e neutralità
Ruwiki è stata creata copiando tutte le 1,9 milioni di voci allora disponibili dalla Wikipedia in russo. Sono tuttavia state rimosse le voci con contenuti contrari alla linea ufficiale del Cremlino, come ad esempio il conflitto russo-ucraino, la rivolta del Gruppo Wagner e le critiche a Vladimir Putin.
A metà luglio 2023 Ruwiki non era ancora modificabile da terzi. Medejko ha dichiarato che avrebbe consentito la ripresa dell'editing pubblico, ma che i contenuti sarebbero stati controllati da gruppi di esperti.
Il 21 agosto 2023 è stata estesa la contribuzione a tutti, permettendo la registrazione al sito. Nonostante la libera contribuzione, le voci dell'enciclopedia vengono revisionate da un gruppo non divulgato di "esperti", presumibilmente controllati dal governo russo per correggere "errori" e questioni "controverse", al fine di giustificare l'invasione russa dell'Ucraina e di nascondere i crimini di guerra dell'esercito russo perpetrati nel medesimo conflitto.
Alla fine del novembre successivo sono sorte le cinque versioni linguistiche di Ruwiki in baschiro, mari, sacha, tataro e ceceno. Dal 28 dicembre 2023 sono disponibili le versioni nelle lingue altaj, tuvana, mokša, udmurta, ciuvascia ed erza.
Il 15 gennaio 2024 è stato completato il beta testing di Ruwiki e ha avuto luogo l'uscita del prodotto ufficiale.
Nell'aprile 2024 sono state rese disponibili le versioni in buriato, vepso, inguscio, calmucco, komi, permiaco, livvi e chakassa, ed è stata migliorata l'interfaccia del sito. Sono state aggiunte nuove funzionalità, come la possibilità di ascoltare le voci dell'enciclopedia, e sono stati aperti dei portali con materiali per la preparazione all'esame di Stato unificato (EGĖ) e all'esame di Stato di base (OGĖ).
A partire dall'ottobre 2024 è disponibile un servizio di risposte alle domande basato sulla rete neurale YandexGPT addestrata sulle voci di Ruwiki. Nello stesso mese si sono diffuse voci circa la chiusura del progetto della Grande Enciclopedia Russa, che sembrerebbe intenzionata a trasferire le sue voci su Ruwiki.

## Finanziamento
Non ci sono dati affidabili sulla fonte di finanziamento del progetto. Vladimir Medejko segnala la presenza di investitori privati, ma non li rivela, accennando a un accordo appropriato con gli investitori. Stando a quanto dichiarato da Medejko, il progetto riceve denaro da investitori degni, con i quali è lieto di collaborare, che comprendono i compiti di Ruwiki e condividono gli obiettivi del progetto. Le modifiche di alcuni amministratori apportate alla voce su Nailja Asker-Zade e altri episodi lasciano intendere, secondo i creatori del progetto Wikiganda, che Ruwiki possa essere legata alla banca VTB.. Si presume che il denaro sia stato stanziato con l'aspettativa del futuro successo commerciale del progetto: se il sito diventa popolare, sarà possibile guadagnare dalla pubblicità. Vladimir Medejko osserva che gli investitori contano sui profitti, ma sono molto interessati a ciò che viene realizzato in Ruwiki, ovvero contenuti gratuiti e accesso alla conoscenza libera.